# Kerprich-aux-Bois
Kerprich-aux-Bois là một xã trong vùng Grand Est, thuộc tỉnh Moselle, quận Sarrebourg, tổng Sarrebourg. Tọa độ địa lý của xã là 48° 44' vĩ độ bắc, 06° 57' kinh độ đông. Kerprich-aux-Bois nằm trên độ cao trung bình là 280 mét trên mực nước biển, có điểm thấp nhất là 257 mét và điểm cao nhất là 314 mét. Xã có diện tích 6,45 km², dân số vào thời điểm 1999 là 131 người; mật độ dân số là 20 người/km². Xã nằm khoảng 7 km về phía tây của Sarrebourg, thuộc Pháp từ năm 1661.

## Thông tin nhân khẩu
| 1962 | 1968 | 1975 | 1982 | 1990 | 1999 |
| ---- | ---- | ---- | ---- | ---- | ---- |
| 144  | 135  | 159  | 143  | 117  | 131  |